# HD 188753
Désignations
HD 188753 est un système d'étoiles triple (HD 188753 A, HD 188753 B, HD 188753 C) se situant à environ 151 années-lumière de la Terre dans la constellation du Cygne.
Il est connu pour abriter au moins une exoplanète, HD 188753 Ab, la première qui aurait été découverte dans un système à trois étoiles.

## Le système stellaire

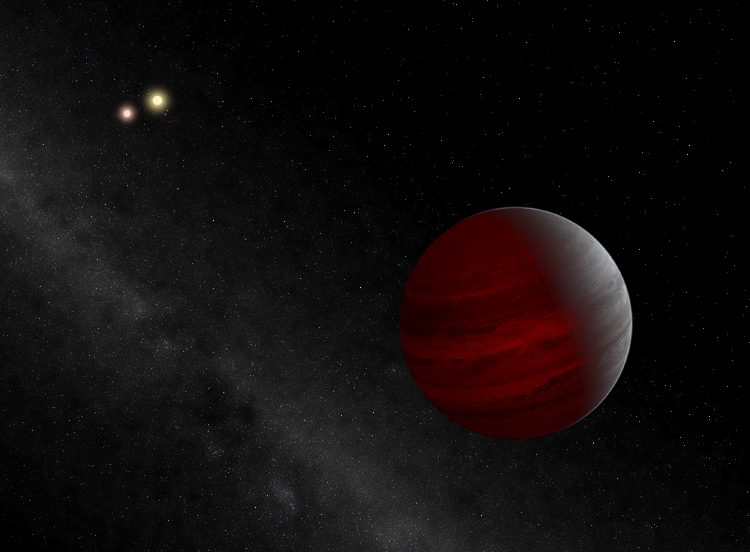
Vue d'artiste d'une Jupiter chaude et deux étoiles.

HD 188753 Ab se trouve dans un système où deux étoiles (HD 188753 B et C) orbitent l'une autour de l'autre, tout en tournant autour d'une troisième étoile centrale (HD 188753 A).
Les deux étoiles tournant l'une autour de l'autre le font en 156 jours et effectuent une révolution autour de l'étoile principale en 25,7 années à une distance de 12,3 UA.
Les étoiles doubles ou triples représentent plus de la moitié des étoiles présentes dans l'Univers. Si jusqu'à maintenant la plupart des découvertes d'exoplanètes ont été faites autour d'étoiles simples, c'est parce que la détection est plus facile. Maciej Konacki a dû modifier la technique habituellement utilisée pour faire le tri dans les différentes lumières produites par les trois étoiles et ainsi débusquer HD 188753 Ab.

## Le système planétaire
| Planète      | Masse          | Demi-grand axe (ua) | Période orbitale (jours) | Excentricité | Inclinaison | Rayon |
| ------------ | -------------- | ------------------- | ------------------------ | ------------ | ----------- | ----- |
| HD 188753 Ab | >1,14 ± 0,1 MJ | 0,044 6 ± 0,001     | 3,348 1 ± 0,000 9        | 0,00         |             |       |

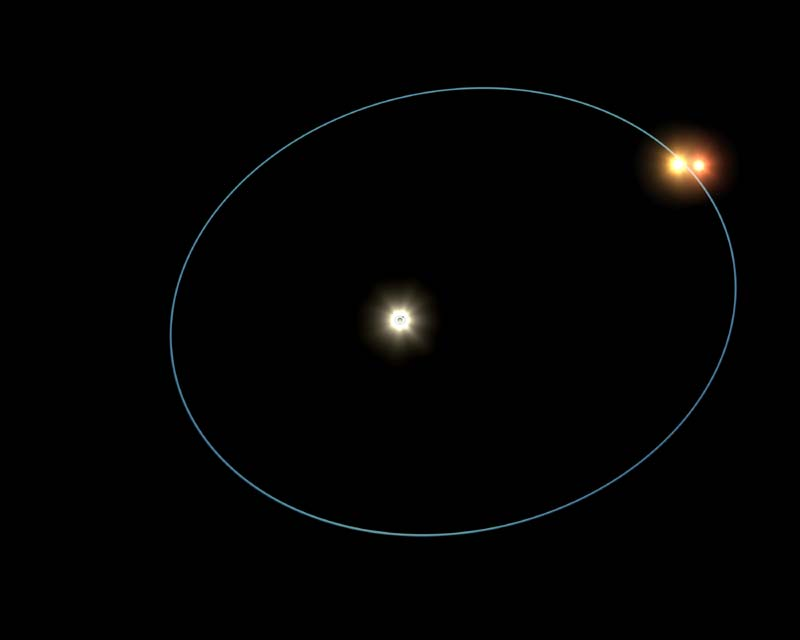
Vue d′artiste de HD 188753 montrant les orbites du système stellaire triple, avec hiérarchie.

HD 188753 Ab qui gravite autour de l'étoile principale et est de type Jupiter chaude (Hot Jupiter en anglais) ; c'est-à-dire que c'est une géante gazeuse comme Jupiter, mais qu'elle est bien plus proche de son étoile que ne l'est Jupiter du Soleil.